# 馬天宇
馬 天宇（マー・ティエンユー、マー・テンウー、英: Ray Ma、1986年7月12日- ）は山東省徳州市出身の歌手、俳優。回族。
2006年夏、上海のテレビ局、東方衛視のイケメン・オーディション番組  「加油!好男児」に出場し、武漢地区予選1位、総合順位6位、最終回で最佳網絡人気賞(ネット人気賞)を獲得、オーディション番組の同期は蒲巴甲、張曉晨、江明洋、2007年は井柏然、李易峰、張超など。
北京電影学院への進学を理由に芸能界への契約は辞退していたが半年後、ソロアルバム『宇光十色』を発表した。その後俳優としても活動している。

## CD・アルバム
- 2007年2月16日 1stアルバム『宇光十色』リリース
- 2008年3月1日 2ndアルバム『飛』リリース

## 出演

### テレビドラマ
- 超級社区
- 你是我的梦
- 黛玉伝
- 青春网事
- 四人の義賊 一枝梅（2010年）
- 古剣奇譚 〜久遠の愛〜（2014年）
- 幻城〜Ice Fantasy〜（2016年）
- 秀麗伝〜美しき賢后と帝の紡ぐ愛〜（2016年）
- 三国志 Secret of Three Kingdoms（2018年）

### 映画
- ストームブレイカーズ 妖魔大戦（2015年） - 慕容白 役
- 男たちの挽歌 REBORN（2018年）